# منظم ضربات القلب المتجول

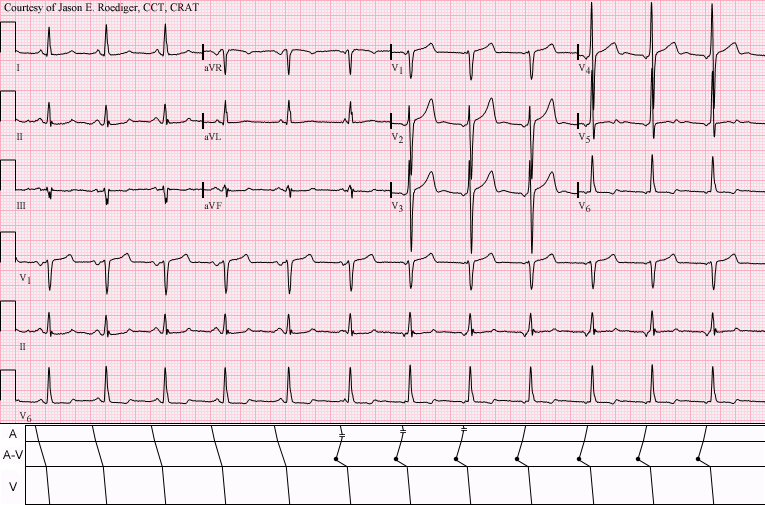

منظم ضربات القلب الأذيني المتجول (بالإنجليزية: Wandering atrial pacemaker)‏ هو عدم انتظام ضربات القلب الذي يحدث عندما ينتقل موقع منظم ضربات القلب الطبيعي بين العقدة الجيبية الأذينية، الأذين، و / أو العقدة الأذينية البطينية.